# Christine Chiffrun

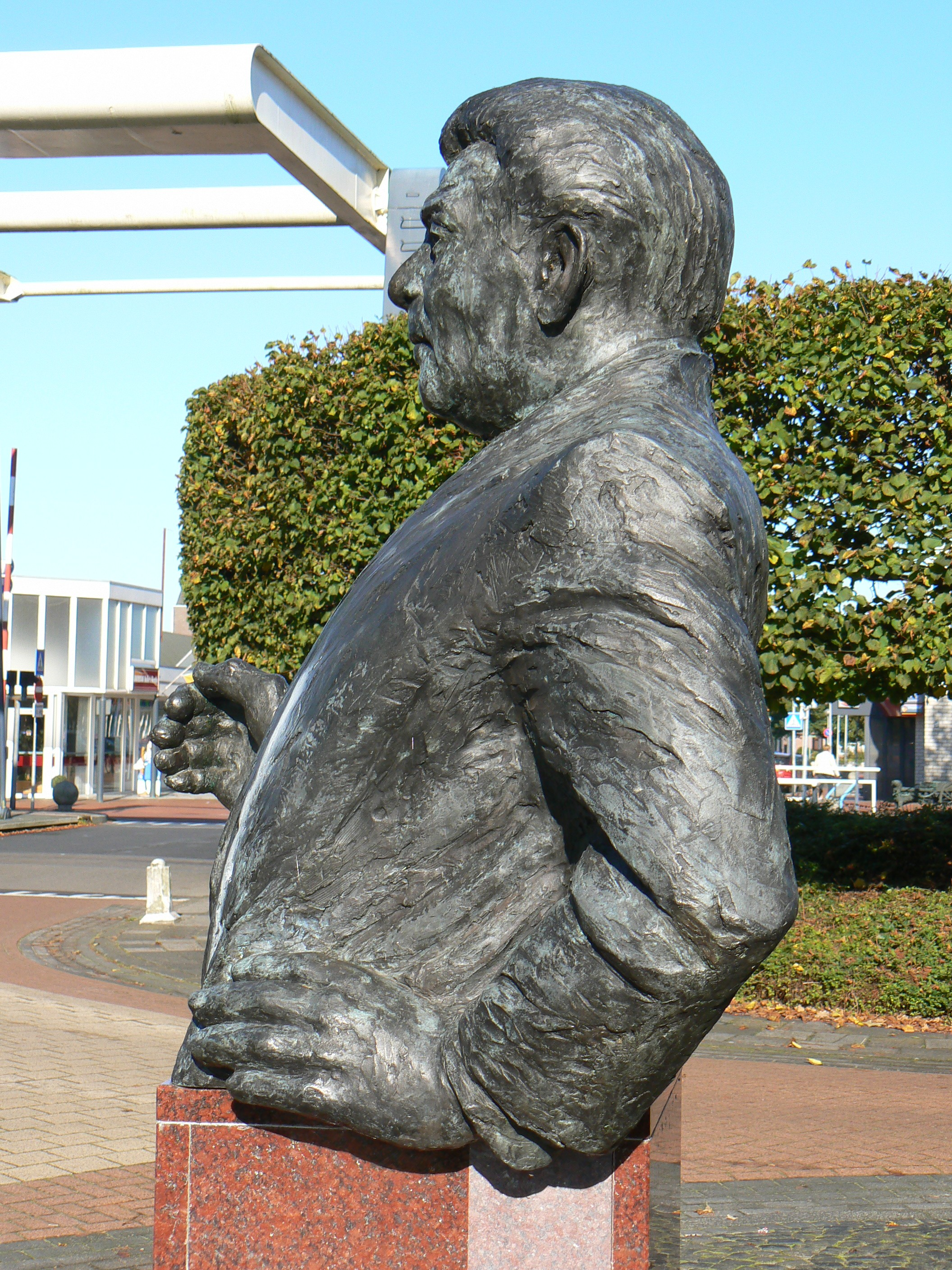
Fré Meis (2002) door Christine Chiffrun, Oude Pekela

Christine Chiffrun (Paramaribo, 17 juli 1942 – 27 februari 2021) was een Nederlandse beeldend kunstenaar.

## Leven en werk
Chiffrun volgde opleidingen aan de Rietveld Academie in Amsterdam, Academie Minerva in Groningen en aan de Jan van Eyck Academie in Maastricht. Zij vestigde zich als beeldend kunstenaar in Veendam. Chiffrun is werkzaam in meerdere disciplines van de beeldende kunst; zij is beeldhouwer, installatiekunstenaar, fotograaf en realiseerde in de jaren 1980 ook videowerken. In diverse Nederlandse gemeenten is werk van haar in de publieke ruimte te zien.

## Werken (selectie)
- Poggelinie (1984), Stadskanaal
- Anthony Winkler Prins (1991), Veendam
- Willem de Vlaming (2000), Vlieland
- Fré Meis (2002), Oude Pekela